# Famille Bertie
La famille Bertie est une famille aristocratique britannique.
La famille Bertie possède les titres de comte de Lindsay et de comte d'Abingdon.

## Personnalités
- Montagu Bertie (7e comte d'Abingdon)
- Andrew Bertie

## Pour approfondir